# Erato Kozakou-Marcoullis
Erato Kozakou-Marcoullis (în greacă Ερατώ Κοζάκου-Μαρκουλλή; n. 3 august 1949, Lemesόs, Cipru) este o politiciană cipriotă care a fost ministru al afacerilor externe al Ciprului în perioada iulie 2007 - martie 2008 și în perioada 5 august 2011 - 27 februarie 2013, precum și ministru al comunicațiilor și lucrărilor  din martie 2010 până în august 2011.

## Tinerețe
Marcoullis s-a născut în Limassol în 1949. A studiat dreptul public și științe politice la Universitatea din Atena, absolvind în 1972 și, respectiv, 1974. A obținut un doctorat în sociologie și științe politice la Universitatea din Helsinki în 1979.

## Carieră
Din 1980 până în 2007, a lucrat ca diplomat în Serviciul Diplomatic al Ministerului Afacerilor Externe al Republicii Cipru. Mai exact, a fost ambasador al Ciprului în Statele Unite (1998-2003) cu acreditare paralelă la Banca Mondială, Fondul Monetar Internațional, Canada, Brazilia, Jamaica, Guyana, Organizația Internațională a Aviației Civile și Organizația Statelor Americane, ambasador în Suedia (1996–98), cu acreditare paralelă în Finlanda, Norvegia, Danemarca, Islanda, Lituania, Letonia și Estonia, precum și ambasador în Liban și Iordania (2005-2007).
Marcoullis a fost ministru al afacerilor externe din iulie 2007 până în martie 2008. Apoi a devenit ministru al comunicațiilor și lucrărilor în martie 2010, iar mandatul său a durat până în august 2011, când a fost numită pentru a doua oară ministru al afacerilor externe. Ea a fost succedată de Ioannis Kasoulides pe 1 martie 2013.

## Viață personală
Este căsătorită cu George Marcoullis și au un singur fiu, Panos Marcoullis.